# Chung kết UEFA Champions League 2003
Trận chung kết UEFA Champions League năm 2003 là trận chung kết thứ mười một của UEFA Champions League và là trận chung kết thứ bốn mươi tám của Cúp C1 châu Âu. Đây là trận đấu giữa hai đội bóng cùng của Ý, A.C. Milan và Juventus trên sân vận động Old Trafford ở Manchester, Anh vào ngày 28 tháng 5 năm 2003. A.C. Milan lần thứ 6 giành Cúp C1 châu Âu bằng thi đá 11m sau khi khi hòa không bàn thắng trong thời gian thi đấu chính thức.

## Chi tiết trận đấu
| Juventus                                                | 0–0 (s.h.p.) | Milan                                             |
| ------------------------------------------------------- | ------------ | ------------------------------------------------- |
|                                                         | Chi tiết     |                                                   |
| Loạt sút luân lưu                                       |              |                                                   |
| Trezeguet · Birindelli · Zalayeta · Montero · Del Piero | 2–3          | Serginho · Seedorf · Kaladze · Nesta · Shevchenko |

| Juventus | Milan |

| GK               | 1  | Gianluigi Buffon         |      |     |
| RB               | 21 | Lilian Thuram            |      |     |
| CB               | 2  | Ciro Ferrara             |      |     |
| CB               | 5  | Igor Tudor               |      | 42' |
| LB               | 4  | Paolo Montero            |      |     |
| RM               | 16 | Mauro Camoranesi         |      | 46' |
| CM               | 3  | Alessio Tacchinardi      | 69'  |     |
| CM               | 26 | Edgar Davids             |      | 65' |
| LM               | 19 | Gianluca Zambrotta       |      |     |
| CF               | 17 | David Trezeguet          |      |     |
| CF               | 10 | Alessandro Del Piero (c) | 111' |     |
| Dự bị:           |    |                          |      |     |
| GK               | 12 | Antonio Chimenti         |      |     |
| DF               | 7  | Gianluca Pessotto        |      |     |
| DF               | 13 | Mark Iuliano             |      |     |
| DF               | 15 | Alessandro Birindelli    |      | 42' |
| MF               | 8  | Antonio Conte            |      | 46' |
| FW               | 24 | Marco Di Vaio            |      |     |
| FW               | 25 | Marcelo Zalayeta         |      | 65' |
| Huấn luyện viên: |    |                          |      |     |
| Marcello Lippi   |    |                          |      |     |

| GK               | 12 | Dida                  |     |     |
| RB               | 19 | Alessandro Costacurta | 18' | 66' |
| CB               | 13 | Alessandro Nesta      |     |     |
| CB               | 3  | Paolo Maldini (c)     |     |     |
| LB               | 4  | Kakha Kaladze         |     |     |
| RM               | 8  | Gennaro Gattuso       |     |     |
| CM               | 21 | Andrea Pirlo          |     | 71' |
| LM               | 20 | Clarence Seedorf      |     |     |
| AM               | 10 | Rui Costa             |     | 87' |
| CF               | 7  | Andriy Shevchenko     |     |     |
| CF               | 9  | Filippo Inzaghi       |     |     |
| Dự bị:           |    |                       |     |     |
| GK               | 18 | Christian Abbiati     |     |     |
| DF               | 24 | Martin Laursen        |     |     |
| DF               | 25 | Roque Júnior          |     | 66' |
| MF               | 23 | Massimo Ambrosini     |     | 87' |
| MF               | 27 | Serginho              |     | 71' |
| MF               | 32 | Cristian Brocchi      |     |     |
| FW               | 11 | Rivaldo               |     |     |
| Huấn luyện viên: |    |                       |     |     |
| Carlo Ancelotti  |    |                       |     |     |

| Man of the Match: Paolo Maldini (Milan) Trợ lý trọng tài: Christian Schräer (Đức) Heiner Müller (Đức) Trọng tài thứ 4: Wolfgang Stark (Đức) | Quy tắc trận đấu - Thời gian chính thức 90 phút. - Thêm 30 phút hiệp phụ nếu hòa. - Sút luân lưu nếu vẫn hòa. - Được đăng ký 7 cầu thủ dự bị. - Tối đa 3 quyền thay người. |